# 東白川村立五加小学校
東白川村立五加小学校 （ひがししらかわそんりつ　ごかしょうがっこう）は、かつて岐阜県加茂郡東白川村に存在した公立小学校。

## 概要
- 五加が校区であった。1980年（昭和55年）に越原小学校、神土小学校と統合。東白川小学校の新設により廃校。

## 沿革
- 1873年（明治6年）
  - 3月 - 文貫義校が開校。民家を仮校舎とする。
  - 10月 - 文貫学校に改称する。
- 1875年（明治8年） - 
  - 新築移転。
  - 柏本村、宮代村、久須見村、大沢村、下野村が合併し、五加村が発足。
- 1882年（明治15年） - 五加学校に改称する。
- 1886年（明治19年） - 五加簡易科小学校に改称する。
- 1889年（明治22年）7月1日 - 神土村、越原村、五加村が合併し、東白川村が発足。
- 1893年（明治26年） - 五加尋常小学校に改称する。
- 1926年（大正15年） - 五加尋常高等小学校に改称する。
- 1933年（昭和8年） - 現在地[注釈 1]に新築（木造2階建）移転。
- 1941年（昭和16年）4月1日 - 五加国民学校に改称する。
- 1947年（昭和22年）4月1日 - 東白川村立五加小学校に改称する。東白川中学校五加仮教場を併設。
- 1949年（昭和24年） - 東白川中学校五加仮教場を廃止。
- 1980年（昭和55年）3月31日 - 統合により廃校。